# 104th Fighter Wing

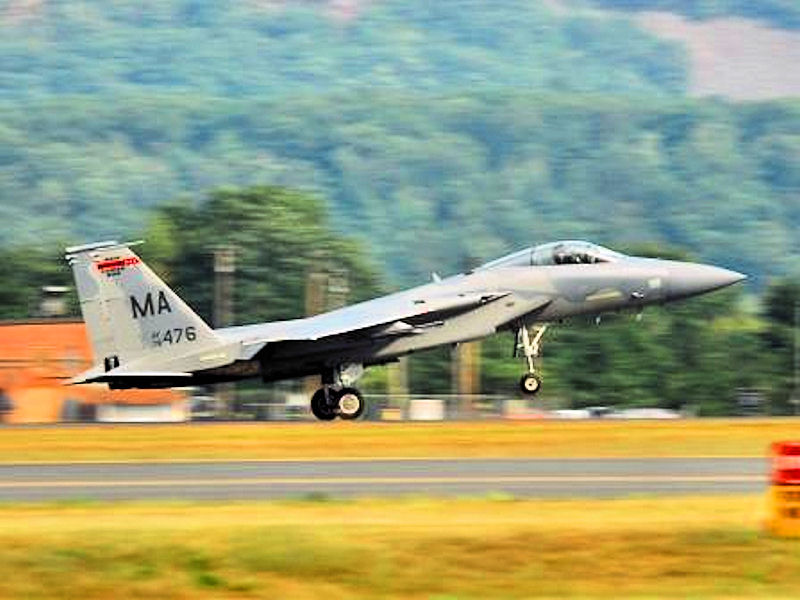
F-15C delle Stormo

Il 104th Fighter Wing è uno stormo da caccia della Massachusetts Air National Guard. Il suo quartier generale è situato presso la Barnes Air National Guard Base, in Massachusetts.

## Organizzazione
Attualmente, al settembre 2017, lo stormo controlla:
- 104th Operations Group, codice MA
  -  131st Fighter Squadron - Equipaggiato con F-15C/D
  - 104th Operations Support Flight
  - 104th Weather Flight
- 104th Maintenance Group
  - 104th Aircraft Maintenance Squadron
  - 104th Maintenance Squadron
  - 104th Maintenance Operations Flight
- 104th Mission Support Group
  - 104th Civil Engineering Squadron
  - 212th Engineering Installation Squadron
  - 104th Communications Squadron
  - 104th Logistics Readiness Squadron
  - 104th Security Forces Squadron
  - 104th Mission Support Flight
  - 104th Services Flight
- 104th Medical Group